# NGC 6684
NGC 6684 este o galaxie situată în constelația Păunul. A fost descoperită în 1836 de către John Herschel. Se află la o distanță de 13,55 megaparseci de Pământ.